# Sorrento (Maine)
Sorrento ist eine Town im Hancock County des Bundesstaates Maine in den Vereinigten Staaten. Im Jahr 2020 lebten dort 279 Einwohner in 323 Haushalten auf einer Fläche von 36,54 km².

## Geografie
Nach dem United States Census Bureau hat Sorrento eine Gesamtfläche von 36,54 km², von denen 10,33 km² Land sind und 26,21 km² aus Gewässern bestehen.

### Geografische Lage
Sorrento liegt auf einer Landzunge im Süden des Hancock Countys an der Frenchman Bay am Atlantischen Ozean. Einige kleinere Seen liegen verteilt über das Gebiet der Town. Die Oberfläche ist eben, ohne nennenswerte Erhebungen. Zum Gebiet der Town gehören mehrere Inseln. Die bekanntesten sind Calf Island, Preble Island und Treasure Island.

### Nachbargemeinden
Alle Entfernungen sind als Luftlinien zwischen den offiziellen Koordinaten der Orte aus der Volkszählung 2010 angegeben.
- Norden: Sullivan, 3,8 km
- Osten: Gouldsboro, 15,4 km
- Süden: Winter Harbor, 6,9 km
- Südwesten: Bar Harbor, 9,9 km
- Westen: Hancock, 11,9 km

### Stadtgliederung
In Sorrento gibt es zwei Siedlungsgebiete: Marlboro und Sorrento.

### Klima
Die mittlere Durchschnittstemperatur in Sorrento liegt zwischen −6,1 °C (21° Fahrenheit) im Januar und 20,6 °C (69° Fahrenheit) im Juli. Damit ist der Ort gegenüber dem langjährigen Mittel der USA um etwa 6 Grad kühler. Die Schneefälle zwischen Oktober und Mai liegen mit bis zu zweieinhalb Metern mehr als doppelt so hoch wie die mittlere Schneehöhe in den USA; die tägliche Sonnenscheindauer liegt am unteren Rand des Wertespektrums der USA.

## Geschichte
Bis zur eigenständigen Organisation der Town Sorrento am 3. März 1895 gehörte das Gebiet zur Town Sullivan. Die Besiedlung in diesem Gebiet startete bereits 1762. Ende des 19. Jahrhunderts wurde versucht, Sorrento als Ferienort populär zu machen. Das Hotel Sorrento wurde 1889 an der Frenchmans Bay errichtet. Es brannte im Jahr 1906 aus. Seit 1916 befindet sich ein öffentlicher 9-Loch Golfplatz auf Sorrento.

### Einwohnerentwicklung
| Volkszählungsergebnisse – Town of Sorrento, Maine | Volkszählungsergebnisse – Town of Sorrento, Maine | Volkszählungsergebnisse – Town of Sorrento, Maine | Volkszählungsergebnisse – Town of Sorrento, Maine | Volkszählungsergebnisse – Town of Sorrento, Maine | Volkszählungsergebnisse – Town of Sorrento, Maine | Volkszählungsergebnisse – Town of Sorrento, Maine | Volkszählungsergebnisse – Town of Sorrento, Maine | Volkszählungsergebnisse – Town of Sorrento, Maine | Volkszählungsergebnisse – Town of Sorrento, Maine | Volkszählungsergebnisse – Town of Sorrento, Maine |
| Jahr                                              | 1900                                              | 1910                                              | 1920                                              | 1930                                              | 1940                                              | 1950                                              | 1960                                              | 1970                                              | 1980                                              | 1990                                              |
| ------------------------------------------------- | ------------------------------------------------- | ------------------------------------------------- | ------------------------------------------------- | ------------------------------------------------- | ------------------------------------------------- | ------------------------------------------------- | ------------------------------------------------- | ------------------------------------------------- | ------------------------------------------------- | ------------------------------------------------- |
| Einwohner                                         | 117                                               | 147                                               | 140                                               | 143                                               | 188                                               | 201                                               | 196                                               | 199                                               | 276                                               | 295                                               |
| Jahr                                              | 2000                                              | 2010                                              | 2020                                              | 2030                                              | 2040                                              | 2050                                              | 2060                                              | 2070                                              | 2080                                              | 2090                                              |
| Einwohner                                         | 290                                               | 274                                               | 279                                               |                                                   |                                                   |                                                   |                                                   |                                                   |                                                   |                                                   |

## Wirtschaft und Infrastruktur

### Verkehr
Der U.S. Highway 1 führt direkt an der nördlichen Grenze der Town in westöstlicher Richtung entlang. Von ihm zweigt in südliche Richtung die Maine Staate Route 185 ab.

### Öffentliche Einrichtungen
Es gibt keine medizinischen Einrichtungen und Krankenhäuser in Sorrento. Die nächstgelegenen befinden sich in Ellsworth und Bar Harbor.
Die Sorrento Library wurde im Jahr 1893 erbaut. Im Jahr 1995 wurde sie unter Denkmalschutz gestellt und ins National Register of Historic Places unter der Register-Nr. 13000187 aufgenommen.

### Bildung
Sorrento gehört mit Eastbrook, Franklin, Gouldsboro, Prospect Harbor, Steuben, Sullivan, Sumner und Winter Harbor zum RSU 24.
Im Schulbezirk werden folgende Schulen angeboten:
- Cave Hill School in Eastbrook mit Schulklassen von Pre-Kindergarten bis zum 5. Schuljahr.
- Ella Lewis School in Steuben mit Schulklassen von Pre-Kindergarten bis zum 6. Schuljahr.
- Mountain View School in Sullivan mit Schulklassen von Pre-Kindergarten bis zum 5. Schuljahr.
- Peninsula School in Prospect Harbor mit Schulklassen von Pre-Kindergarten bis zum 5. Schuljahr.
- Sumner Memorial High School in Sullivan.

## Persönlichkeiten

### Söhne und Töchter der Stadt
- John Howland Rowe (1918–2004), Anthropologe und Archäologe

### Persönlichkeiten, die vor Ort gewirkt haben
- Melville W. Fuller (1833–1910), Jurist und Oberster Bundesrichter der USA von 1888 bis 1910